# Intelligentsia
L'intelligentsia (emprunt du russe интеллигенция, lui-même venant du polonais inteligencja) est une classe sociale engagée dans un travail de création et de diffusion de la culture, accompagnée par les artistes et les enseignants.
Au XXIe siècle, le terme correspond à l'ensemble des intellectuels d'un pays.

## Origine du terme
Contrairement à des idées reçues, l'origine du terme n'est pas russe, mais d'Europe occidentale (latin, français, allemand).
Au cours du XIXe siècle, ce terme a été repris plus largement pour désigner une certaine classe d'intellectuels dans l'Empire russe. Les premiers auteurs russes lui faisant référence sont Vissarion Belinski en 1846 et Piotr Boborykine en 1860.
Sa première occurrence en français remonte à 1902 ; il s'écrit alors « intelligentia », qui devient « intelligentsia » à partir de 1920. Il s'utilise alors presque exclusivement dans un contexte russe.

## L'intelligentsia russe
À l'origine, le terme d'« intelligentsia » se réfère aux personnalités publiques bien éduquées. Dès les années 1890, il est restreint à ceux qui œuvrent contre le régime. Constantin de Grunwald écrit à ce propos :

« Dans un sens large, l'intelligentsia couvre toutes les classes cultivées ; dans un sens plus étroit, il désigne uniquement ceux qui s'intéressent activement aux aboutissements sociaux et politiques et, plus particulièrement, des groupes à tendances radicales. Pour être admis, il ne suffit pas d'être instruit, muni de diplômes universitaires : il faut encore assumer une attitude oppositionnelle à l'égard du régime autocratique. Seules fonctions officielles qu'il était permis d'occuper : celles de professeurs, d'instituteur, de directeur d'hôpital, de membre du Zemstvo ; un officier ou un fonctionnaire participant à l'administration du pays ne saurait être classé parmi les « intelligents », même s'il possède la plus haute culture. »

Le premier membre russe reconnu est un certain prince Khvorostinine, au début du XVIIe siècle, exilé dans un monastère après avoir été dénoncé pour être en possession d'ouvrages en latin, pour avoir traité le tsar de despote et pour avoir essayé de fuir vers la Lituanie. Dès le XVIIIe siècle, surtout après l'abolition, en 1762, du service d'État obligatoire, les nobles ont pu consacrer plus de temps libre aux activités culturelles comme la littérature. 1769 voit l'apparition du premier périodique de langue russe, Vsiachina Vsiakaia (en français : « Un peu de tout »). Entre 1762 et 1772, le nombre de titres fut multiplié par cinq. Pendant la Révolution française, qu'elle abhorrait, Catherine II exila deux contestataires : le conservateur Nikolaï Novikov et le radical Alexandre Radichtchev (condamné à mort dans un premier temps).
En 1825, l'insurrection décabriste mit la philosophie idéaliste à la mode, en particulier celle de Hegel et Schelling, qui appréciaient l'accent mis sur le potentiel créatif de l'esprit et sur la façon dont les systèmes évoluent constamment vers un but.
En 1836, Piotr Tchaadaïev publia un essai condamnant la Russie comme un pays sans histoire ou réalisations, qui provoqua une scission entre les réformateurs et les slavophiles partisans d'un retour de la Russie à ses racines d'avant les réformes de Pierre le Grand, qu'ils rendaient responsables de l'introduction d'un gouvernement bureaucratique de style allemand. Essentiellement anarchistes conservateurs, ils ne voulaient pas de parlement, de bureaucratie ou de constitution, préférant une constitution non écrite, comme en Angleterre.
Lors d'un banquet pendant une tournée en province, après qu'un des convives eut prononcé le terme « intelligentsia », l'empereur Nicolas II se récria, affirmant qu'il détestait l'intelligentsia et ajoutant qu'il aurait souhaité que le mot soit expurgé du dictionnaire russe par l'Académie des Sciences : « Comme je trouve ce mot répugnant ». L'auteur et historien américain Abraham Ascher ajoute que Nicolas II était fermement convaincu qu'en dehors de l'intelligentsia, toute la population de l'Empire russe lui était dévouée.